# Ciudad Vieja (Sacatepéquez)
Ciudad Vieja („alte Stadt“) ist eine etwa 30.000 Einwohner zählende Gemeinde (municipio) im zentralen Hochland Guatemalas. Hier befand sich von 1527 bis 1541 die Hauptstadt der spanischen Kolonien in Zentralamerika.

## Lage und Klima
Die etwa 6 km südwestlich von Antigua befindliche Gemeinde erstreckt sich zu Füßen des Vulkans Agua in einer mittleren Höhe von ca. 1550 m. Guatemala (Stadt), die Hauptstadt des Landes, ist ca. 45 km in nordöstlicher Richtung entfernt. Das Klima ist mild bis warm; Regen (ca. 1700 mm/Jahr) fällt überwiegend in den Sommermonaten.

## Bevölkerungsentwicklung
| Jahr      | 1994   | 2002   | 2018   |
| Einwohner | 14.292 | 25.226 | 32.802 |

Der stetige Bevölkerungszuwachs der Stadt beruht im Wesentlichen auf der immer noch anhaltenden Zuwanderung von Familien aus den Dörfern der Umgebung.

## Wirtschaft
Die Landwirtschaft bildet in vielfältiger Weise die Ernährungsgrundlage der Bevölkerung. Traditionelle Hauptnahrungsmittel sind Mais, Bohnen und Tomaten, aber auch von den spanischen Eroberern importierte Pflanzen wie Chili und Zwiebeln werden seit langem angebaut. Nichteinheimische, hauptsächlich für den Export bestimmte Pflanzen sind Kaffee, Cashews, Macadamia und Mispeln.

## Geschichte
Im Zug der Eroberung Guatemalas durch Pedro de Alvarado richteten die Spanier am 25. Juli 1524 eine erste Hauptstadt in Tecpán bei Iximché (Chimaltenango) ein. Am 22. November 1527 verlegte man sie ins sechs Kilometer südwestlich von Antigua Guatemala gelegene Santiago de los Caballeros de Goathemala, das heutige Ciudad Vieja (dt. „Alte Stadt“). Am 11. September 1541 begrub eine Schlammlawine den Ort unter sich, mehrere hundert Menschen starben. Anderthalb Jahre später, am 10. März 1543 gründete Bischof Francisco Marroquín im nahen Panchoy-Tal die dritte Hauptstadt, die im Jahr 1566 von König Philipp II. den Namen La Muy Noble y Leal Ciudad de Santiago de los Caballeros de Goathemala erhielt (heute Antigua Guatemala).

## Sehenswürdigkeiten
- Wichtigste Sehenswürdigkeit ist die im Jahr 1534 erbaute ehemalige Kathedrale mit ihren schmucklosen gedrungenen seitlichen Glockentürmen. Der Mittelteil der Fassade wurde in der Barockzeit neugestaltet und präsentiert – neben diversen Heiligenfiguren – Dekorformen des churrigueresken Stils.[2]
- Ein Uhrturm (torre de reloj) im hübsch gestalteten Zentrum des Ortes entstand im 19. Jahrhundert.

## Sonstiges
Der guatemaltekische Schriftsteller José Milla y Vidaurre schrieb im Jahr 1866 die Erzählung La Hija del Adelantado, in welcher die Monate vor der Zerstörung der Stadt eine große Rolle spielen.